# Teekanne

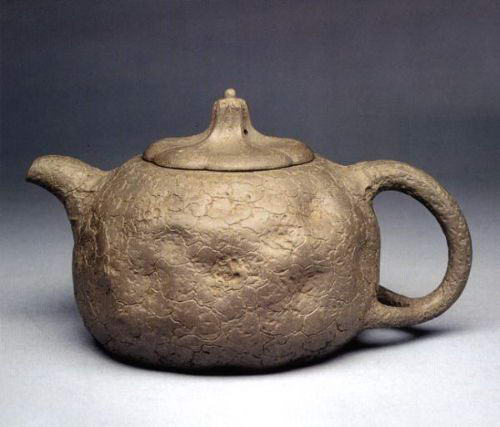
Die „Gong-Chun-Teekanne“ (供春壶), eine der ältesten bekannten Teekannen der Welt, Nachformung von Gu Jingzhou. Das Original befindet sich im Palastmuseum Peking.

Die Teekanne ist ein bauchiges, selten auch zylindrisches Gefäß aus Silber, Messing, Kupfer, Eisen, Steinzeug, Porzellan oder Glas, in dem Tee zubereitet, warmgehalten, transportiert und serviert werden kann. Von einer Kaffeekanne unterscheidet sich die Teekanne durch drei besondere Merkmale:
- Sie ist etwa so breit wie hoch oder sogar breiter als hoch. So können die Farbstoffe und Aromen, die aus den aufgegossenen Teeblättern entweichen und die Neigung haben, am Boden zu bleiben, sich gleichmäßiger über das gesamte Wasser verteilen als bei einer schlanken Kanne.
- Die Tülle der Teekanne ist sehr viel tiefer, oft sogar ganz unten an den Kannenkörper angebracht, um die im unteren Teil der Kanne konzentrierten Farbstoffe und Aromen als erstes in das Trinkgefäß gießen zu können. (Bei der Kaffeekanne ist die Tülle oben angesetzt, damit möglicher Kaffeesatz nicht in die Tasse gelangt.)
- Es ist in der Regel eine Vorrichtung eingebaut, die die aufgebrühten Teeblätter beim Ausgießen zurückhält. Dies können Sieblöcher im Übergang vom Kannenkörper zur Tülle sein oder auch ein konischer Filtereinsatz, der von oben in die Kanne gehängt wird und bis zum Kannenboden reicht.

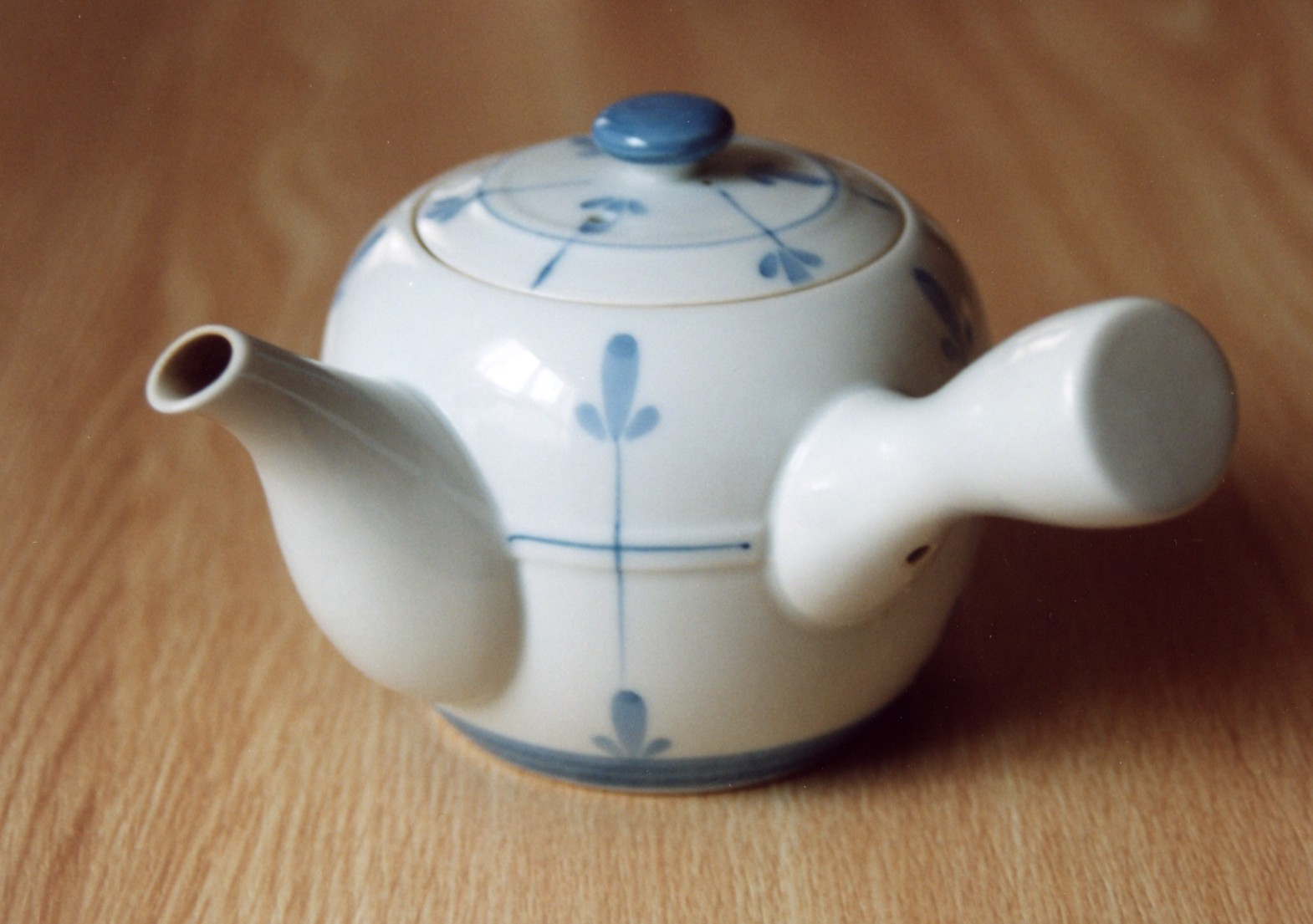
Japanische Teekanne des yokode-kyūsu-Typs

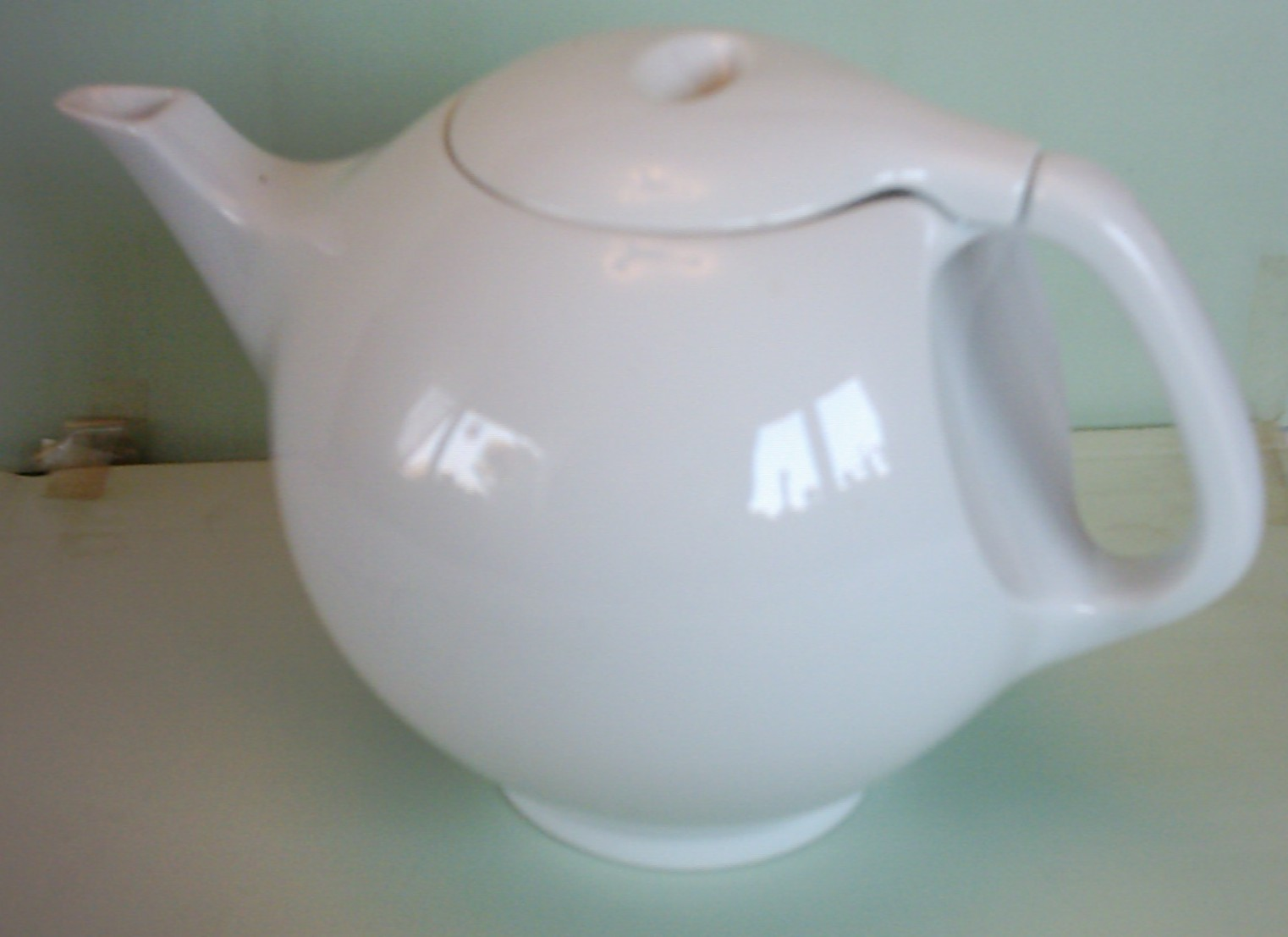
Teekanne der Manufaktur Fürstenberg, 1999

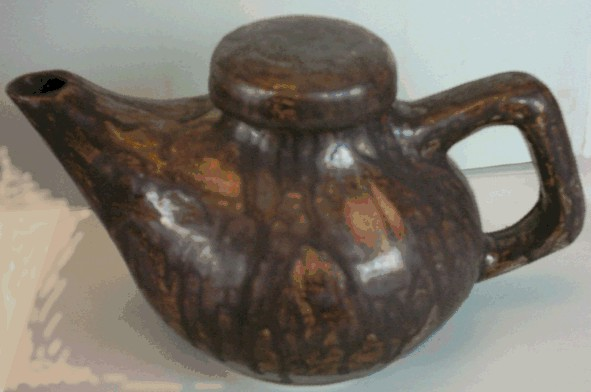
Teekanne aus Keramik, um 1980

Während die erste urkundliche Erwähnung von Tee in China auf das Jahr 221 v. Chr. datiert ist (Teesteuerbescheid), tauchen eigens für die Teezubereitung hergestellte Kannen aus dem roten Zǐshā-Ton der südchinesischen Region um Yixing erst in der Ming-Dynastie (1368–1644) auf. Die bis dahin übliche Teezubereitung durch Aufschäumen grünen Pulvertees direkt in der Trinkschale wich der Zubereitung durch Aufbrühen der Blätter in einer Teekanne. In der Kultur der späten Ming- und der darauffolgenden Qing-Dynastie spielte der gemeinsame Genuss erlesener Tees, die in hochwertigen Kannen zubereitet wurden, eine zentrale Rolle als Symbol des sozialen Status und gehobener Kultur. Gelehrte und Adlige arbeiteten eng mit Töpfern, Kalligrafen und bildenden Künstlern zusammen, um möglichst einzigartige Gefäße zu schaffen.
Chinesischer Tee wurde erstmals zu Beginn des 17. Jahrhunderts von der Niederländischen Ostindien-Kompanie nach Europa importiert. Eine Teekanne ist erstmals 1620 in der Inventarliste eines portugiesischen Händlers aus Macao dokumentiert. In der Ladung eines 1643 im südchinesischen Meer gesunkenen Schiffs fanden sich etwa 23.000 Objekte aus Porzellan, darunter auch 255 Teekannen. Form- und Farbgebung der keramischen Gegenstände kennzeichnen diese als chinesisches Exportporzellan für Europa. Die ersten in Europa selbst erhaltenen Teekannen stammen aus dem späten 17. Jahrhundert. Eine der frühesten bekannten Abbildungen einer Kanne aus rotem Yixing-Ton, deren Material und Formgebung eindeutig für eine Verwendung als Teekanne spricht, findet sich auf mehreren Gemälden von Pieter Gerritsz. van Roestraeten (1627–1698). Gegen Ende der 1670er Jahre begannen europäische Keramiker wie Arij de Milde in Delft, John und David Elers in Staffordshire, England, zu Beginn des 18. Jahrhunderts Johann Friedrich Böttger in Meissen, Teekannen nach chinesischen Vorbildern herzustellen.
Im 17. und 18. Jahrhundert entwickelte sich in England eine birnenförmige Teekanne mit s-förmig gebogenem Ausguss, die zusammen mit dem grünen Tee von den Engländern in Marokko eingeführt wurde und deren Form in der Teekultur im Nordwesten Afrikas bis heute Vorbild der meisten Teekannen ist.
Als Serviergefäß stehen Teekannen naturgemäß im Blickpunkt einer Tafel und sind so bei Geschirrserien oft das Aushängeschild des jeweiligen Designs. So gibt es sie in den verschiedensten Farben, Formen und Größen, rein sachlich-funktionell oder auch figürlich-kitschig mit allen Variationen dazwischen. Teekannen sind auch Sammlergegenstand und in einschlägigen Museen ausgestellt.